# Cedacero (profesión)

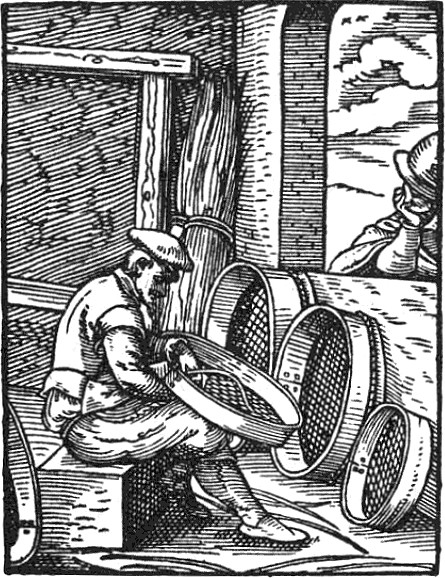
Cedacero trabajando en su cedacería. Grabado del año 1568.

Cedacero es aquella persona dedicada a la fábrica o venta de cedazos que trabaja en la cedacería. Los cedaceros también fabricaban pequeños fuelles para avivar el fuego, azufradores, cubos de madera y otras pequeñas piezas de carpintería como unidades de medida de madera, enjugadores para secar la ropa y, a veces, panderos y panderetas.

## Historia
El uso de los cedazos es muy antiguo y se remonta a épocas prehistóricas. Una de las aplicaciones principales del cedazo fue el tamizado de las harinas de cereales. En la Antigua Roma existía la "Criba excussoria" y la "criba pollinaria". Los galos emplearon crines de caballo para elaborar tamices, los íberos usaban fibras de lino y los egipcios, fibras de papiro.

## Productos fabricados
Los cedazos para cribar materiales granulados o en polvo se fabrican en formas diferentes, adoptando diversos tamaños y materiales.
Las cedazos más habituales en épocas anteriores a la Revolución Industrial solían ser de forma circular y estaban formados por un armazón o cerco de madera delgada que sujetaba y tensaba una tela que solía ser de crin, en el caso de la criba y de tela de seda o metálica para el tamiz.